# 三島村立三島硫黄島学園
三島村立三島硫黄島学園（みしまそんりつみしまいおうじまがくえん）は鹿児島県鹿児島郡三島村の中央部の硫黄島にある村立の義務教育学校である。

## 概要
三島村の三島の中央に位置する硫黄島にある義務教育学校である。小中併設校であった2017年現在で小学校の児童は18名、中学校の生徒は4名が在籍していた。また、しおかぜ留学制度があり、島外からの留学生を受け入れている。県内の公立高等学校のうち全日制普通科に設定されている学区の制限を受けない義務教育学校のひとつである。

## 沿革
- 1884年（明治17年） - 長濱衛守によって私塾が開かれる[3]。
- 1930年（昭和5年） - 硫黄島尋常小学校を設置[4]。また、以下のとおり分教場を設置。
  - 竹島分教場（竹島）[5]
  - 大里分教場（黒島）[6]
  - 片泊分教場（黒島）[7]
- 1941年（昭和16年） - 国民学校令が施行され、硫黄島国民学校に改称。
- 1947年（昭和22年） - 中学校を併設し[8]、硫黄島小中学校に改称。中学校に黒島分校と竹島分教場が設置される[8]。小学校の大里分校が黒島小学校として独立し、片泊分教場は黒島小学校の分校となる[9]。
- 1948年（昭和23年） - 中学校の竹島分教場が竹島分校となる[10]。
- 1949年（昭和24年） - 硫黄島中学校を三島中学校に名称変更[9]。小学校の竹島分校が独立し竹島小学校となる[11]。中学校の黒島分校を廃止。大里分校及び片泊分校を設置[11]。
- 1952年（昭和27年）2月10日 - トカラ列島の本土復帰に伴い、十島村（じっとうそん）の境界を北緯30度線（口之島を除く）以北に変更し、同時に村名を改称し三島村となる[12][13]。
- 1956年（昭和31年） - 中学校の分校が以下のとおり独立した。
  - 竹島分校 → 三島村立竹島小中学校[10]
  - 大里分校 → 三島村立大里小中学校[7]
  - 片泊分校 → 三島村立片泊小中学校[14]
- 2020年（令和2年） - 三島村立三島小中学校を廃止し、義務教育学校への移行に伴って三島村立三島硫黄島学園を設置[15]。

## 分校・分教場
いずれの分校、分教場も小学校は1949年（昭和24年）に、中学校は1956年（昭和31年）に独立しており、2020年（令和2年）現在分校は置かれていない。

### 小学校
- 大里分教場（1930年 - 1947年）
- 片泊分教場（1930年 - 1947年）
- 竹島分校（竹島分教場、1930年 - 1949年）

### 中学校
- 竹島分校（竹島分教場、1947年 - 1956年）
- 黒島分校 （1947年 - 1949年）
- 大里分校（1949年 - 1956年）
- 片泊分校（1949年 - 1956年）

## 通学区域
- 三島村大字硫黄島の全域。

## 周辺
- 硫黄島郵便局
- 薩摩硫黄島飛行場
- 三島村役場硫黄島出張所